# Salisbury City Football Club
El Salisbury City Football Club fue un equipo de fútbol de Inglaterra que jugó en la Conference National, la quinta liga de fútbol más importante del país.

## Historia
Fue fundado en el año 1947 en la ciudad de Salisbury, en Wiltshire con el nombre Salisbury F.C., aunque previamente existió un equipo con el nombre Salisbury City Football Club a finales del siglo XIX y que militó en la Southern League Second Division entre 1906 y 1911, aunque este no tiene nada que ver con este equipo.
El equipo ingresó inmediatamente en la Western League, ganando el título de Segunda División en su primer intento gracias al empate 1-1 ante el Weymouth. Jugaron en la Western League hasta 1968, donde ganaron 2 títulos y accedieron a jugar en la FA Cup cuatro veces.
En 1968 fueron elegidos para jugar en la Southern Football League, donde estuvieron hasta 1986, cuando ascendieron a la Premier Division, aunque solamente duraron 1 temporada. En 1993 cambiaron su nombre por el de Salisbury City y dos años más tarde ganaron la Southern League Southern Division championship.
El Salisbury ganó ascensos consecutivos desde la temporada 2005/06 hasta llegar a la Conference National en la temporada 2007/08, a la cual regresaron para la temporada 2013/14.
Todos los jugadores son desempleados desde 2012

## Estadio
El Salisbury jugaba sus partidos de local en el Raymond McEnhill Stadium, con capacidad para 3500 espectadores (aunque técnicamente puede albergar a 5,000), donde 2,247 espacios están bajo techo.

## Palmarés
- Football Conference: 0
  - Conference South Ganadores de Play-Off: 2

2006–07, 2012–13
- Southern Football League: 1

2005–06
- - Ganadores de Play-Off: 1

2010–11
- - Southern Division Champions: 1

1994–95
- Western Football League: 2

1957–58, 1960–61
- - Division 2: 1

1947–48
- - Western League Cup: 1

1955–56
- - Alan Young Cup: 3

1959–60, 1960–61, 1962–63
- Wiltshire Premier Shield: 15

1956–57, 1959–60, 1960–61, 1961–62,1966–67, 1967–68, 1970–71, 1977–78, 1978–79, 1995–96, 1998–99, 2000–01, 2002–03, 2007–08, 2008–09
- Hampshire Senior Cup: 2

1961–1962, 1963–1964